# Gisela Birkemeyer

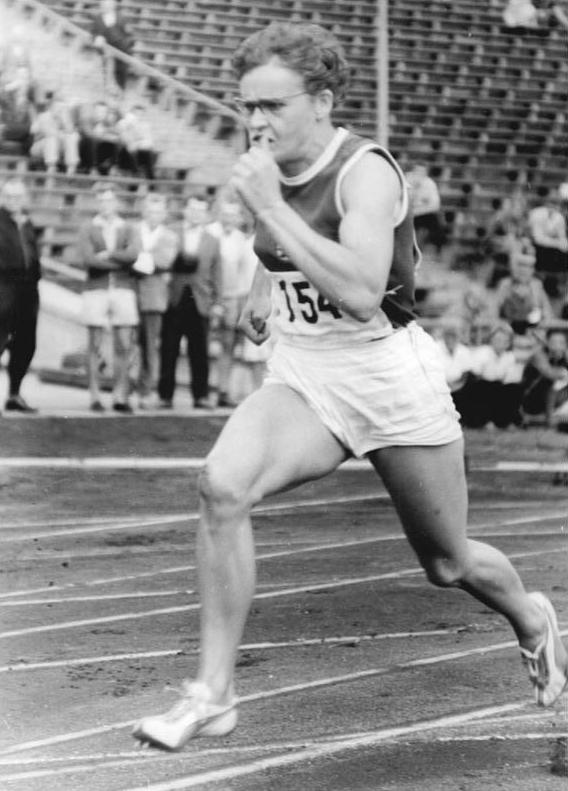
Gisela Birkemeyer bei den DDR-Meisterschaften 1960

Gisela Birkemeyer, geborene Köhler (* 22. Dezember 1931 in Fasendorf, Amtshauptmannschaft Plauen; † 26. März 2024 in Berlin), war eine deutsche Leichtathletin und Olympiateilnehmerin, die in den 1950er und 1960er Jahren zur Weltspitze im 80-Meter-Hürdenlauf gehörte.

## Leben
Die Tochter eines Berliner Ingenieurs wuchs in Schmölln auf und erlernte nach dem Abitur den Beruf einer technischen Zeichnerin. Ab 1951 arbeitete sie beim Landessportausschuss Thüringen in Erfurt und wurde dort von dem damals noch aktiven Läufer Heinz Birkemeyer entdeckt. 1957 heiratete sie ihren Trainer Birkemeyer, mit dem sie einen Sohn (* 1965) und eine Tochter (* 1972) hatte.

## Sportkarriere
Über den Sportclub Motor Jena ging ihr Weg zum SC Dynamo Berlin. Köhler gewann bei den DDR-Meisterschaften Gold im 100-Meter-Lauf in den Jahren 1956, 1957, 1958, 1959 und 1960. Im 200-Meter-Lauf gewann sie Gold in den Jahren 1956, 1957, 1958, 1959 und 1960. Im 80-Meter-Hürdenlauf wurde sie in den Jahren 1953 bis 1961 ununterbrochen DDR-Meisterin.
In einer gemeinsamen deutschen Mannschaft für die DDR startend gewann sie zwei Olympiamedaillen: bei den Olympischen Spielen 1956 in Melbourne die Silbermedaille (unter ihrem Geburtsnamen Köhler) sowie bei den Olympischen Spielen 1960 in Rom die Bronzemedaille. Bei den Europameisterschaften 1958 in Stockholm wurde sie Dritte im 80-Meter-Hürdenlauf. Sie war außerdem im 100- und 200-Meter-Lauf und im Fünfkampf erfolgreich. Von 1951 bis 1964 wurde sie insgesamt 40-mal DDR-Meisterin.
Bei einer Größe von 1,62 m hatte sie ein Wettkampfgewicht von 60 kg.

## Rekorde
- 1956 – Europarekord im 100-Meter-Lauf: 11,5 s
- 1960 – Weltrekorde im 80-Meter-Hürdenlauf:
  - 10,6 s (24. Juli, Weltrekord eingestellt)
  - 10,5 s (25. Juli, jeweils in Leipzig)
- 1960 – Europarekord im 200-Meter-Lauf: 23,4 s

## Weiteres
1956 wurde sie Zivilangestellte der Deutschen Volkspolizei, 1957 VP-Angehörige (zuletzt als Hauptmann). Von 1958 bis 1963 war sie für den Stadtbezirk Weißensee Abgeordnete der Stadtverordnetenversammlung von Ost-Berlin. Nach dem Ende ihrer aktiven Karriere als Sportlerin arbeitete sie von 1965 bis 1968 als Nachwuchstrainerin beim SC Dynamo Berlin und von 1968 bis 1986 als Mitarbeiterin im Sportbüro des SC Dynamo. Sie ging vorzeitig in den Ruhestand und lebte zuletzt in Berlin-Marzahn. Sie starb am 26. März 2024 im Alter von 92 Jahren in Berlin.

## Auszeichnungen
- 1959 wurde sie zur DDR-Sportlerin des Jahres gewählt.
- 1960 erhielt sie den Vaterländischen Verdienstorden in Bronze.[6]